# RTN

Emblem der Agentur

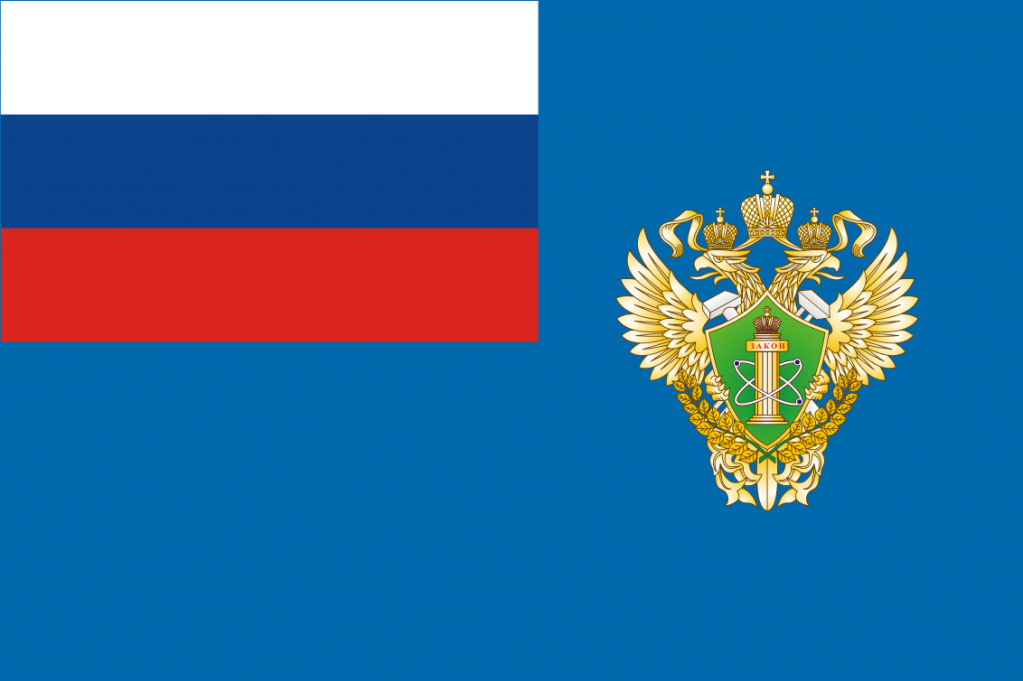
Flagge der Agentur

RTN ist die Abkürzung für RosTekhNadzor (russisch НАДЗОР, übersetzt „Die Überwachung“) und bezeichnet sowjetische bzw. russische Normen.

## Herausgeber
Bis ins Jahr 2004 war die heutige RTN unter dem Namen GGTN (Gosgortekhnadzor) bekannt. Der Herausgeber der RTN ist die Federalnoje agentstwo po technitscheskomu regulirowaniju i metrologii (russ. Федеральное агентство по техническому регулированию и метрологии, wiss. Transliteration Federal’noe agentstvo po techničeskomu regulirovaniju i metrologii, übersetzt „Föderale Agentur für technische Regulierung und Metrologie“). Sie untersteht der Regierung der Russischen Föderation, Geschäftssitz ist Moskau.

## Führungskräfte
- Trembitsky Alexander Wjatscheslawowitsch – ab 30. März 2021
- Aljoshin, Alexei Vladislavovich – (13. Januar 2014 – 30. März 2021)
- Ferapontov Alexei Viktorowitsch – stellvertretender Stellvertreter (2013–2014)
- Kutyin, Nikolai Georgievich – (2008–2013)
- Pulikowski, Konstantin Borissowitsch – (2005–2008)
- Andrey Borisovich Malyshev – i.o (2004–2005)
- Radionova Svetlana Gennadyevna – (2009)[1][2]

## Erklärung
RTN-Zulassungen werden für gefährliche Produktionsabläufe benötigt, wie z. B. während entflammbarer oder explosionsgefährdeter Prozesse, dem Gebrauch des damit verbundenen Zubehörs sowie in allen anderen Prozessen, die die menschliche Gesundheit und deren Umgebung gefährden könnten.
Eine RTN-Zulassung ist eine Erlaubnis, Maschinen und Produkte mit den oben angegebenen Eigenschaften zu benutzen.
Häufige Gebiete, auf denen eine RTN-Zulassung benötigt wird:
- Ventile und ähnliche Produkte, die in der Öl-Industrie eingesetzt werden (in Raffinerien u. Ä.)
- Jegliches Zubehör in der Öl-Industrie, Raffinerien
- Last- und Personenaufzüge, Rolltreppen
- Kräne
- Luft- und Gaskompressoren
- Druckgefäße
- Alle Systeme, die Heißluft enthalten, transportieren oder produzieren
- Elektromechanische Ausrüstungen, die Explosionsschutz / ATEX-Abnahme benötigen
- Spezielle Aufbewahrungseinheiten, wie Sauerstofftanks, Benzintanks oder andere Aufbewahrungseinheiten, die entflammbare oder explosionsgefährdete Materialien enthalten.
- Gas- oder kraftstoffbetriebene  Heizungssysteme
- Schweißgeräte und deren Zubehör
- Bergbau und Minen-Industrie sowie das nötige Zubehör
- Schmelz- und Biegeprozesse jeglicher Metalle